# Livádi (ort i Grekland, Joniska öarna)
Livádi är en ort i Grekland.   Den ligger i prefekturen Nomós Kerkýras och regionen Joniska öarna, i den västra delen av landet, 400 km nordväst om huvudstaden Aten. Livádi ligger 18 meter över havet och antalet invånare är 351. Den ligger på ön Korfu.
Terrängen runt Livádi är platt åt nordväst, men åt sydost är den kuperad. Havet är nära Livádi norrut. Runt Livádi är det ganska tätbefolkat, med 96 invånare per kvadratkilometer. Närmaste större samhälle är Agios Georgis, 5,6 km söder om Livádi. 